# 天主教香港教區
天主教香港教區（拉丁語：Dioecesis Sciiamchiamensis），此拉丁語音譯自「香江」，主教座堂位於香港中環堅道，是天主教會在香港設立的教區，現今管轄範圍為香港特別行政區全境。香港教區於1946年被劃入廣東教省，雖然在教會法制上屬於廣東教省，但因為中國共產黨於1949年成立中华人民共和国後迫害境內信徒及驅逐傳教士，各地的天主教神學院亦被關閉，由中共主導於1957年成立的中國天主教愛國會也獨立於聖座，且其時中港邊境處於封鎖狀態，無法與廣東教省聯繫，聖座因此直接管理當時在英國殖民地的香港教區，故此香港教區實際上直屬於聖座。
香港教區現有279位神父和36位執事，74名修士和427名修女，共有34個修會在教區內服務。全港共有52個堂區，包括聖堂39間、小堂32間、禮堂28間。教區教座位於中環堅道之聖母無原罪主教座堂，並於座堂毗鄰設有教區中心處理教務、以及香港明愛總部和明愛轄下社會服務中心提供社區服務。

## 簡介

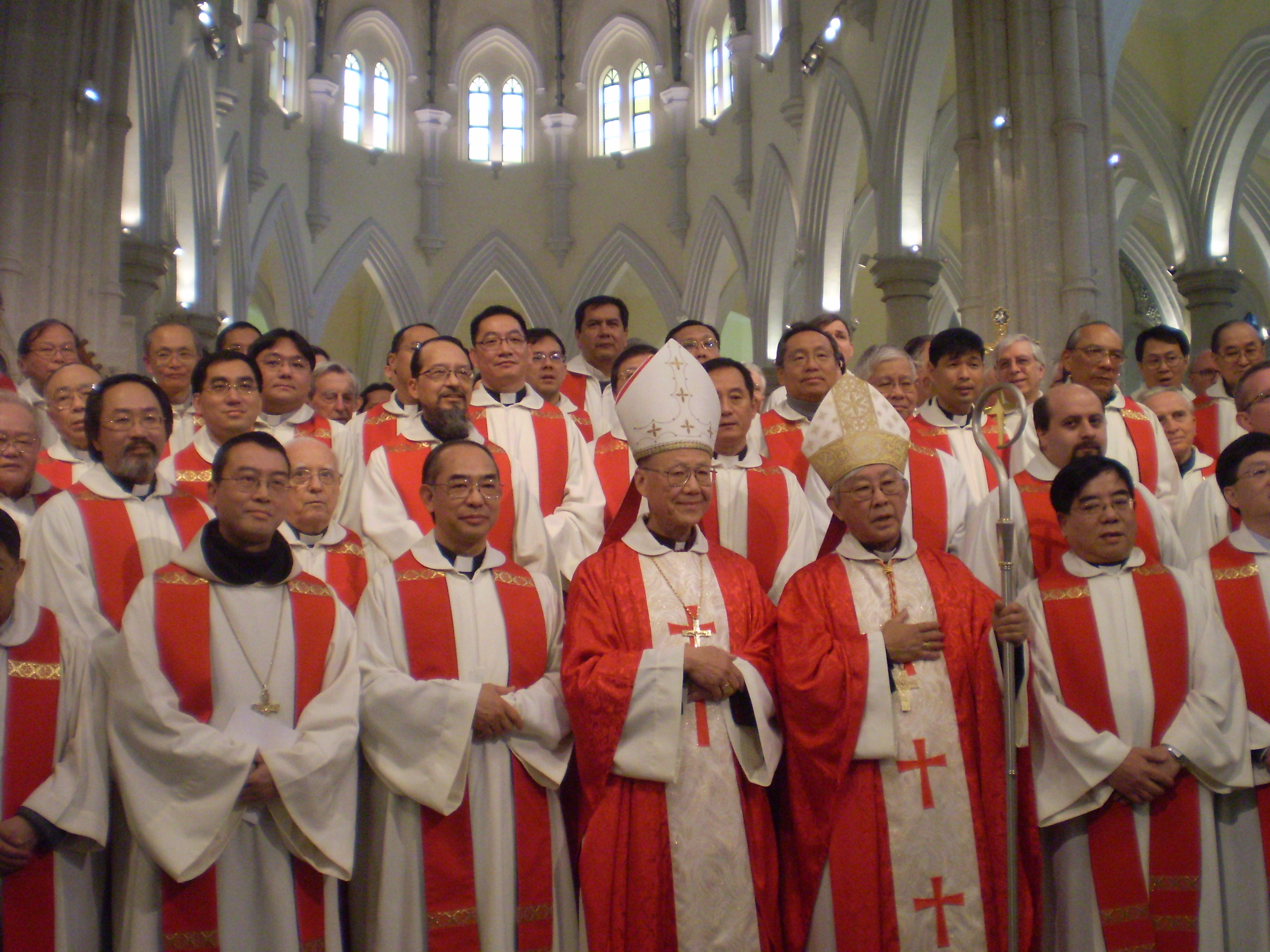
湯漢樞機、陳日君樞機與香港教區神職人員

香港教區轄下的建築及發展委員整理了1954年至2011年的「教區教務統計數據」，內容涵蓋堂區發展、神職及修會人員、牧務情況、教育機構及社會福利機構，從中窺見天主教在港發展的起跌及趨勢。天主教在1954至74年間，信徒增加了20萬，與大量內地難民湧入香港有關。近年教區加強慕道期及領洗後的培育，教徒增長顯著。
直至2020年8月31日，在香港的天主教信徒人數約621,000人，其中本地信徒佔404,000人，菲律賓籍教友人數約為181,000人，居於香港的其他國籍教友人數約為36,000人。領洗人數為2,210人。
堂區52個，分別有21個屬教區神父管理、31個屬修會神父管理。聖堂39間、小堂32間和禮堂28間。
分別有68名教區神父及211名修會神父，合共279人。有過渡性執事9人及終身執事27人，修生7人。修會修士74人，分屬12個男修會。修女427人，分屬26個女修會。

## 學校
天主教之教育機構包括幼稚園32間，小學106間，中學85間，專業學校1間，成人教育16間，特殊學校7間，大專2間；其中教區學校103間，明愛學校35間，男修會學校46間，女修會學校66間，其他4間。

## 歷史
香港的天主教教务原先隶属澳门教区管理。1841年4月22日，香港岛及其周围6公里的地方脱离澳门教区，成立香港监牧区，並委任瑞士人教區神父若瑟（Theodore Joset）為首任宗座監牧。《天主教香港教区大事记》记载：“1860-1861年香港监牧区的范围扩大包括差不多整个新安县。”1840年第一次鸦片战争后，隶属中国新安县的香港岛（1842年《南京条约》）、九龙（1860年《北京条约》）、新界（1898年《展拓香港界址专条》）通过三个条约相继被割让或租借给英国。香港从政治上与新安县划境分治，但在教务上两地并未分开。例如，1860年米兰宗座外方传教会继续从香港派神父到新安县南头城传教；1868年意大利汀神父和1870年朱神父先后在南头传教，且在当地兴建教堂和孤儿院等。
1874年11月17日，香港监牧区升格为香港代牧区。新安县（今香港全境、深圳市大部分地區）、归善县（今惠州市惠城區、仲愷高新區、惠阳区、惠東縣全境與深圳市龍崗區及鹽田區）、海丰县划归香港代牧区牧养。当年，惠阳（黄家塘）若瑟堂修建。随着教友增多和新教堂的修建，新安县与海丰县的传教事业也逐渐发展。《海丰县志》记载，1873年海丰县一位教师蔡顺玲率领全家皈依天主教，成了当地第一代教友。1877年，香港教区梁子馨神父来海丰县服务。1885年，海丰县新建的圣若瑟村（今海丰县可塘镇牛皮地村）成为了香港教区海丰总铎区所在地。1894年，香港教区在汕尾修建圣堂。当时的惠阳、宝安、海丰约有天主教教友2万多人。
1898年6月9日，因为英国与清廷订约租借新界，新安县从此被划分，逐渐以西贡和蓝头（南头）为传教中心。1905年4月5日，蓝头孤儿院开幕。1913年，嘉诺撒女修会在蓝头创办了一家独立的育婴堂。自此，蓝头逐渐成了宝安县及周边的传教中心。1946年，香港代牧区實施聖統制，晋升为香港教区，列入廣東教省。香港教区、男女修会及当地神长历史上在惠阳、宝安、海丰的堂区发展地方教会。例如在今深圳市范围内曾设近百个堂口或活动点，例如宝安黄麻布（耶稣君王堂，自1938年）、南山北麻嵌村（天主之母堂，自1910年）、龙华镇南白石龙（圣弥额尔堂，自1868年传入，1929年建堂）、石岩镇水田村（善导之母堂）、龙岗区坪地镇的葵涌镇土洋（玫瑰堂，1926年）、汤坑（圣母无染原罪堂，1926年建堂）、四方埔堂（自1925年）。当时，900人的黄麻布村中一半村民是天主教徒，南山北麻嵌村全村都是天主教徒。
1949年中國政權轉變後，中華人民共和國政府和英屬香港政府先後封鎖中國與香港的關口和邊界，同时在冷战的紧张环境下聖座与中華人民共和國也未建立外交关系。朝鲜战争爆发後，1952年中華人民共和國政府中断了與梵蒂岡的所有官方關係，并将聖座駐中華民國的黎培理教廷大使和所有外國傳教士驅逐出境。从1949年到1952年，香港教區逐渐放弃和停止派神父和修女照顾香港以外的宝安、惠阳、海丰等地的教友，1952年最后一批香港教区神父从海丰返回香港，从此香港教区与中國大陸的教务联系彻底中断。香港教區由於在當時政治和社會的特殊狀況下，無法執行寶安、惠州和海豐一帶的教權，加上沒辦法和廣州總教區保持正常的共融關係，故香港教區實際處於聖座直接牧養的狀態。
1997年基於《中英聯合聲明》，香港主權移交中國，由於香港實行一國兩制，香港教區依然無法與一會一團控制下的廣州總教區保持正常的共融關係，所以香港教區仍然實際直接由聖座牧養。
香港政界不少重要人物為天主教徒。末任港督彭定康是英屬香港唯一一位信奉羅馬天主教的港督，也是唯一不是出身自軍方、殖民地部或外交部，而是政治家出身的港督；而第2任香港特別行政區行政長官曾蔭權是首位信奉天主教的行政長官。首任香港政務司司長陳方安生、香港民主黨創黨主席李柱銘、第4任香港財政司司長曾俊華、第5任行政長官林鄭月娥並在任行政長官李家超也是天主教徒。
香港教區第8任正權主教為楊鳴章主教，前任主教陳日君樞機和湯漢樞機是兩位在世華人樞機。陳日君與香港泛民主派關係良好，而香港親泛民主派的天主教正義和平委員會是重要的民間組織。立法會議員天主教監察組創立20多年來，一直對立法會議員的工作表現進行監察，以履行市民的監察責任。
2022年7月，《路透社》引述4名消息人士指，曾任梵蒂岡駐香港非正式代表何明哲蒙席（Monsignor Javier Herrera Corona）在3月離職前向香港天主教會警告，指出香港教會過往享有的宗教自由，將會不復存在，宗教團體要準備好迎接「中國式」控制。又指至少3個教會組織將檔案資料透過外交渠道運離香港，並運到羅馬。

## 首牧

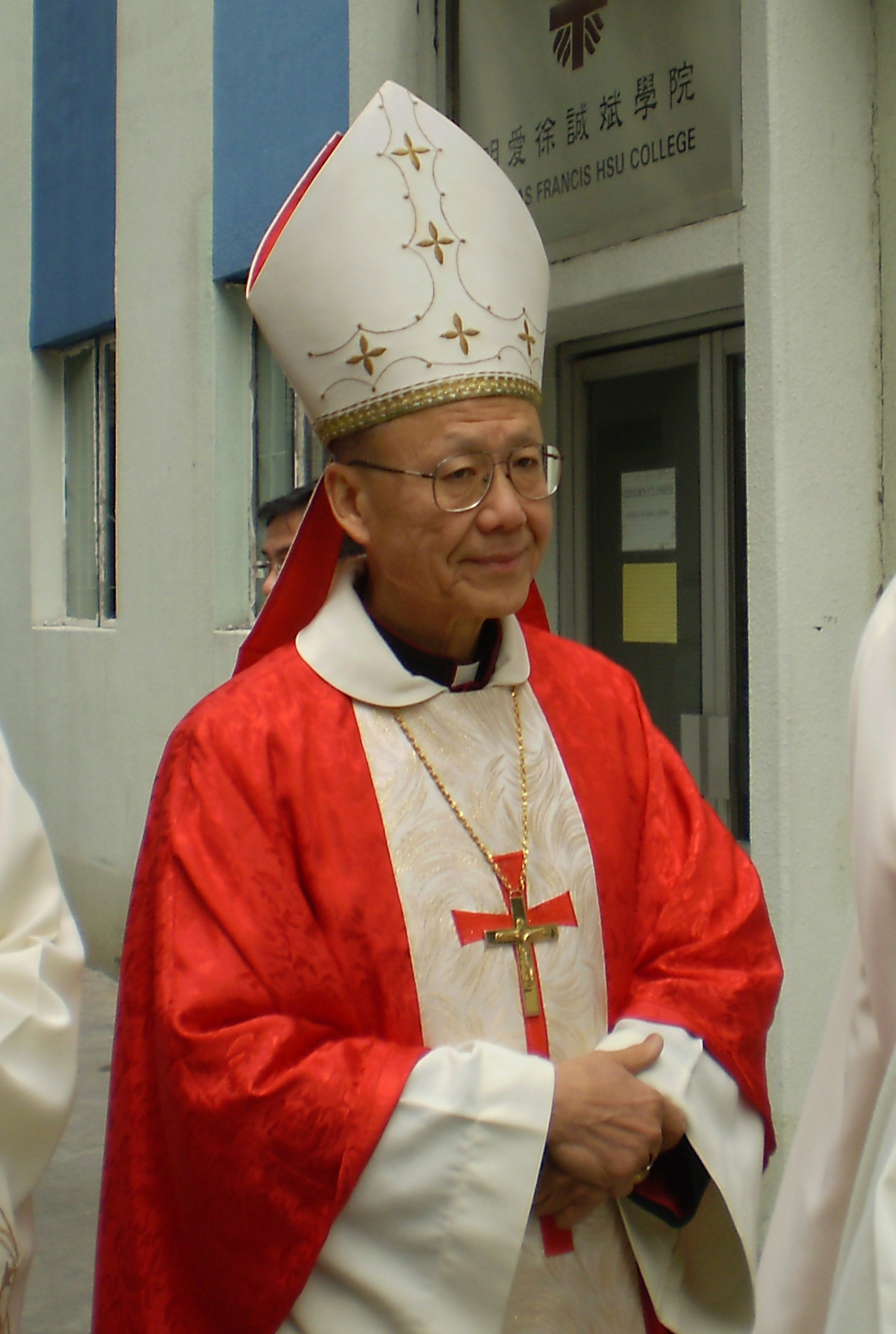
榮休主教湯漢樞機

1841年4月22日，天主教會為了牧養當時在第一次鴉片戰爭中攻打中國的愛爾蘭籍英軍官兵，而在香港設立宗座監牧區，若瑟神父為首任宗座監牧；1874年11月17日，香港宗座監牧區晉升為宗座代牧區，高神父為首任宗座代牧。1946年4月11日，教廷把香港宗座代牧區晉升為聖統制的天主教教區，恩理覺被委任為香港教區首任正權主教。
香港教區的現任教區主教為耶穌會會士周守仁樞機，周守仁主教在2021年5月17日（梵蒂岡時間2021年5月16日）被教宗任命為天主教香港教區第九任主教，2021年12月4日周守仁神父被祝聖為主教，並隨即就任天主教香港教區第九任主教，接替於2019年1月3日去世的楊鳴章主教。

## 歷史範圍與現時管轄堂區

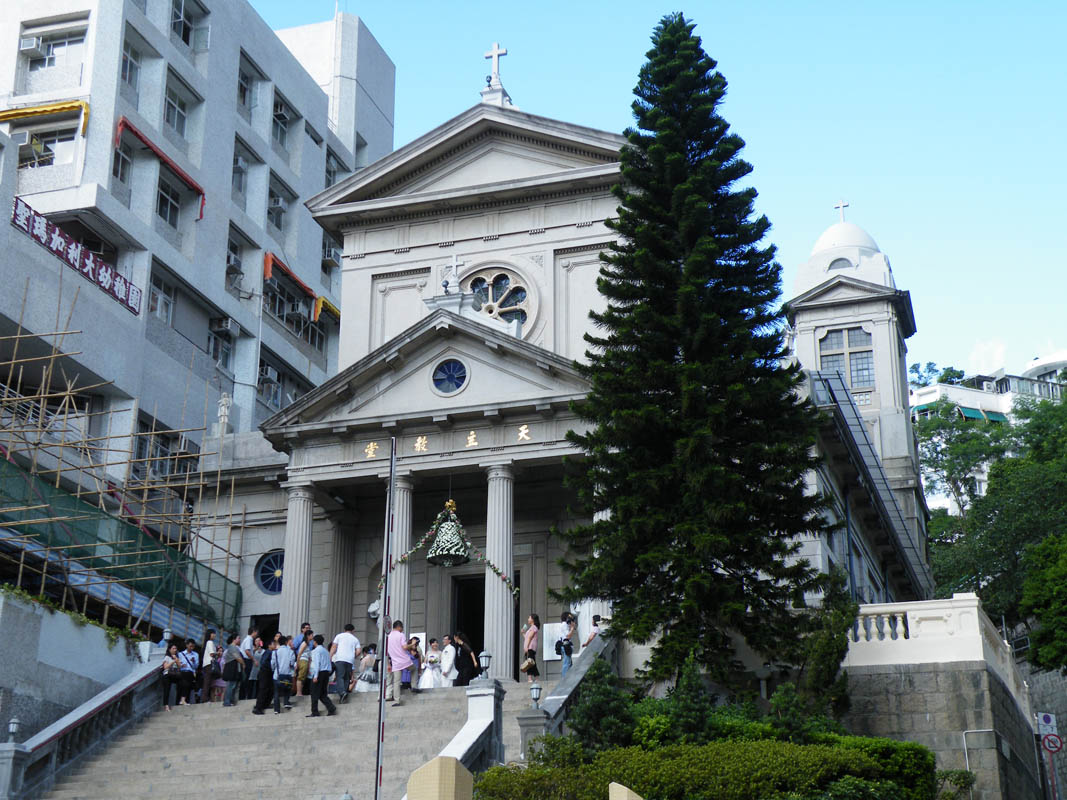
聖瑪加利大堂

1946年，聖座在中國建立聖統制，至1949年底，香港教區範圍除英屬香港以外，還包括廣東省寶安、惠陽、海豐3縣。1958年，中华人民共和国政府将管辖此三县教堂的惠阳总铎区升格设立不合圣座方面相关法律的“惠阳教区”後，香港教區實際上不再包括上述3縣。現列香港教區實際管轄之諸堂區，並以總鐸區分組如下。

### 港島東總鐸區
- 聖母無原罪主教座堂區 （Cathedral of the Immaculate Conception）

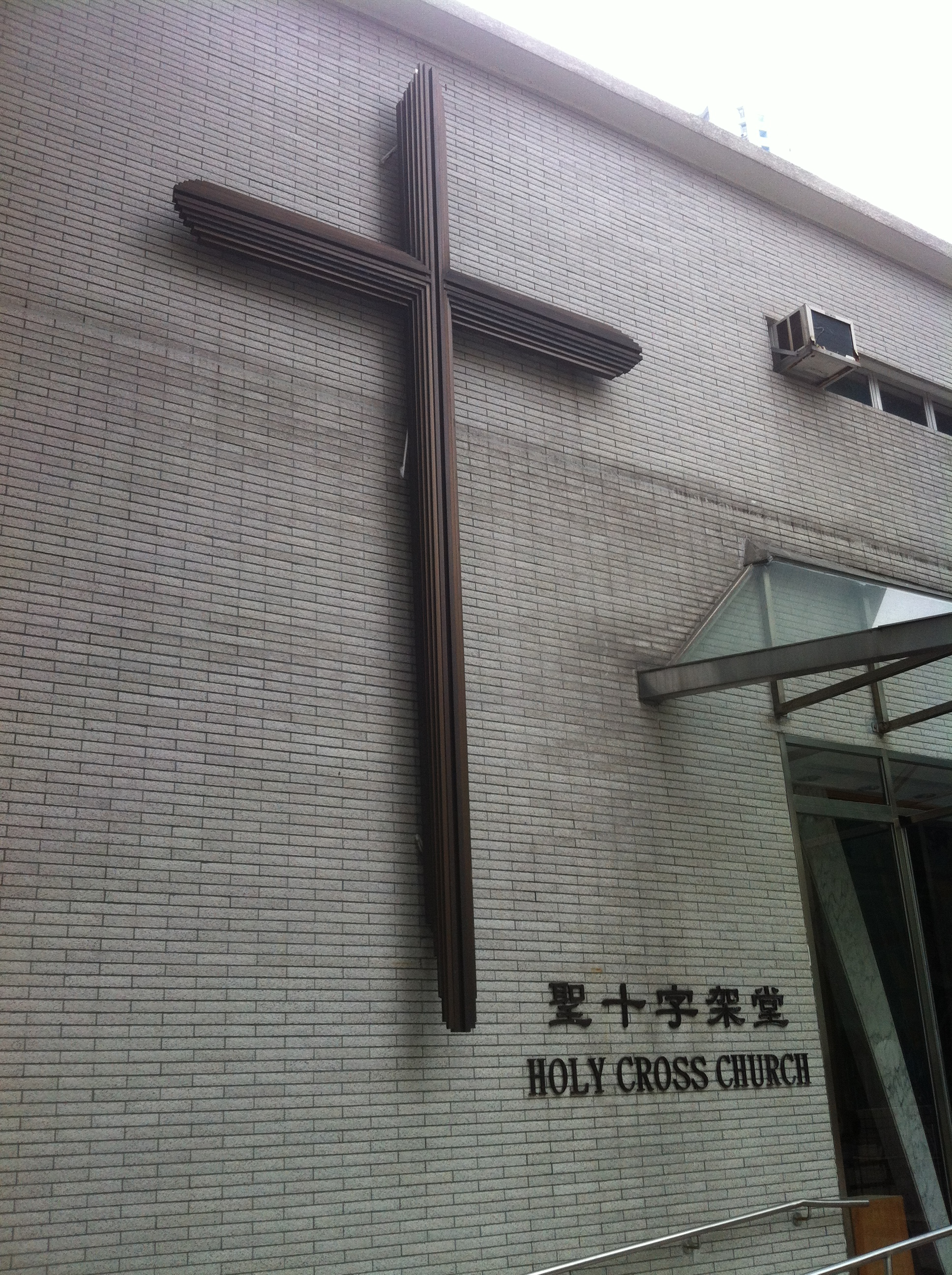
聖十字架堂

- 聖十字架堂區 （Holy Cross Church）
- 海星堂區 （Star of the Sea Church）
- 聖母聖衣堂區 （Our Lady of Mount Carmel Church）
- 聖猶達堂區 （St. Jude's Church）
- 聖瑪加利大堂區 （St. Margaret's Church）
- 聖亞納堂區（St. Anne's Church）
- 花園道聖若瑟堂區 （St. Joseph's Church）

### 港島西南及離島總鐸區

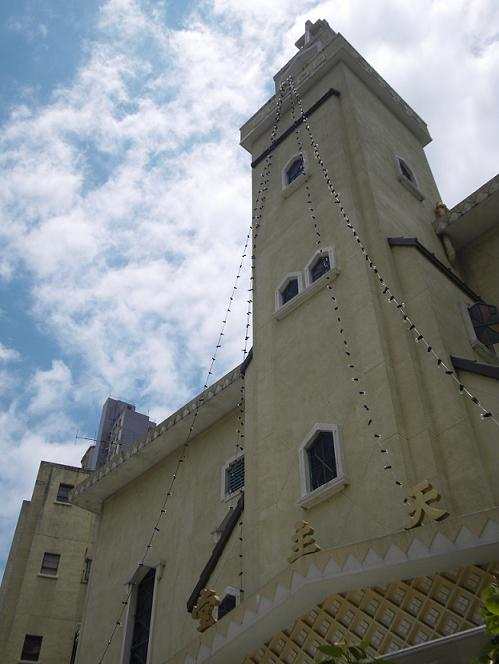
聖安多尼堂

- 露德聖母堂區 （Our Lady of Lourdes Church）
- 聖母玫瑰堂區 （Our Lady of the Rosary Church）
- 聖安多尼堂區 （St. Anthony's Church）
- 聖伯多祿堂區 （St. Peter's Church）
- 花地瑪聖母堂區 （Our Lady of Fatima Church）
- 主顯堂區 （Epiphany Parish）

### 西南九龍總鐸區

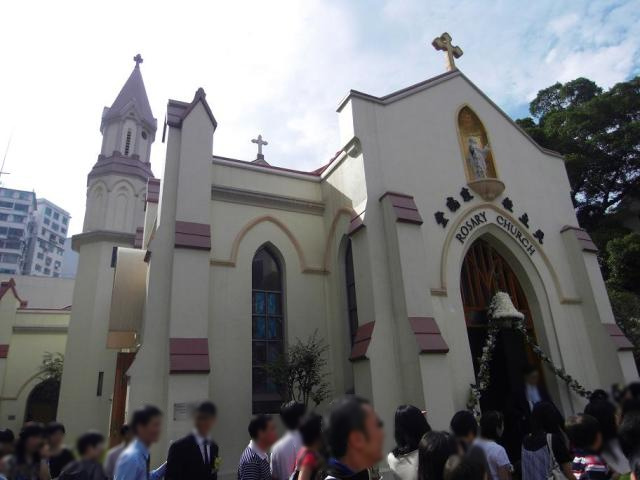
玫瑰堂

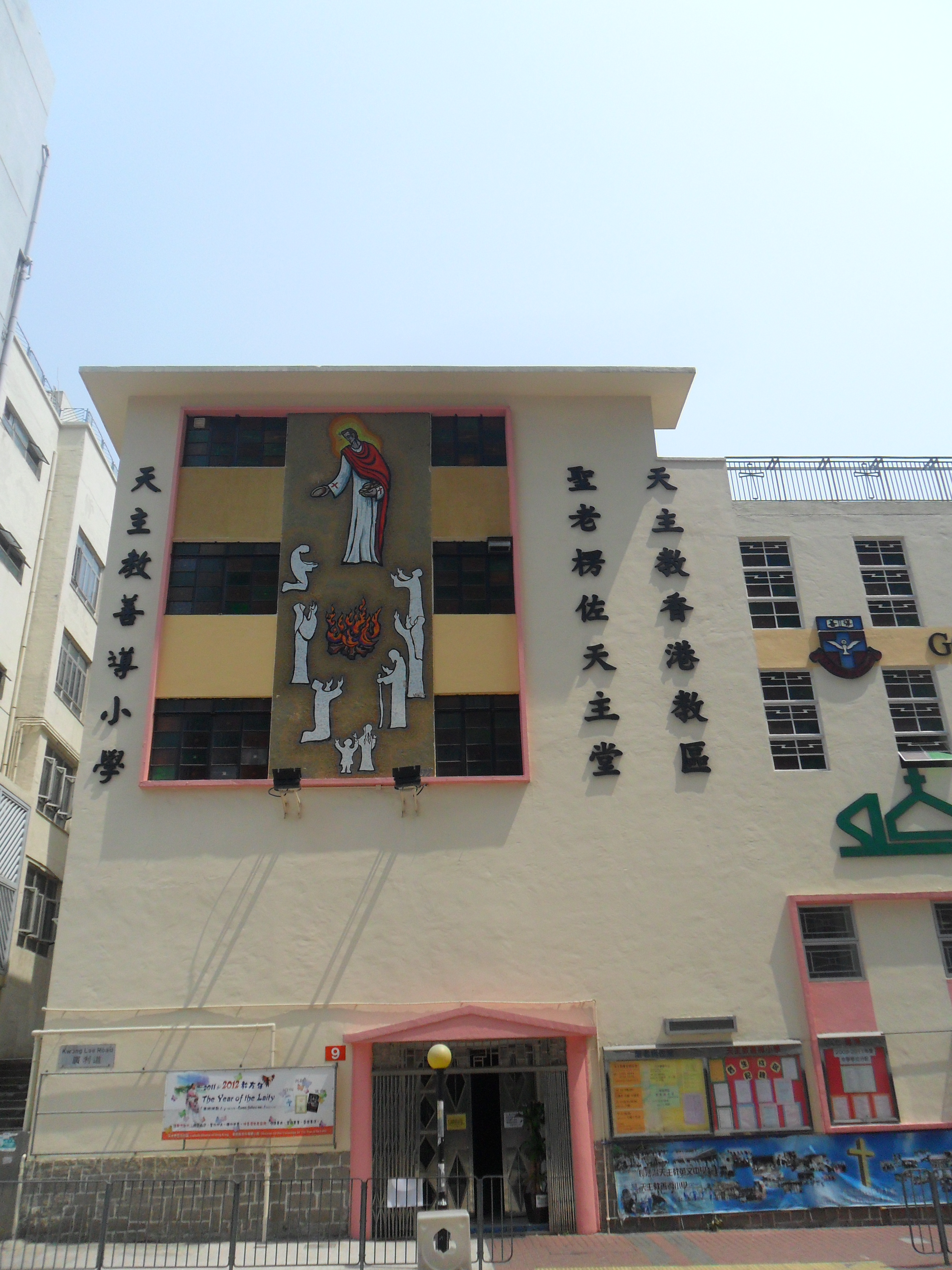
聖老楞佐堂

- 聖老楞佐堂區 （St. Lawrence's Church）
- 聖德肋撒堂區 （St. Teresa's Church)
- 聖方濟各堂區 （St. Francis of Assisi Church）
- 聖保祿堂區 （St. Paul's Church）
- 聖母堂區 （St. Mary's Church）
- 玫瑰堂區 （Rosary Church）
- 進教之佑堂區 （Mary Help of Christians Church）
- 中華聖母堂區 （Our Lady of China Church）

### 中九龍總鐸區
- 基督勞工堂區 （Christ the Worker Parish）
- 聖母院堂區 （Notre Dame Chapel）
- 善導之母堂區 （Mother of Good Counsel Church）
- 聖博德堂區 （St. Patrick's Church）
- 聖文德堂區 （St. Bonaventure Church）
- 聖家堂區 （Holy Family Church）
- 九龍灣聖若瑟堂區 （St. Joseph's Church）

### 東九龍總鐸區
- 聖雅各伯堂區 （St. James' Church）
- 聖安德肋堂區 （St. Andrew's Church）
- 聖愛德華堂區 （St. Edward's Church）
- 耶穌復活堂區（Resurrection Church）
- 天神之后彌撒中心 （Our Lady Queen of Angels Church）
- 聖若翰堂區 （St. John The Baptist Church）

### 新界東北總鐸區
- 聖心堂區（Sacred Heart Church）
- 聖歐爾發堂區 （St. Alfred's Church）
- 聖方濟堂區  （St. Francis' Church）
- 聖本篤堂區 （Church of Saint Benedict）
- 聖母無玷之心堂區 （Immaculate Heart of Mary Church）
- 聖若瑟堂區  （St. Joseph's Church）
- 基督之母堂區  （Mother of Christ Church）

### 新界西北總鐸區
- 聖葉理諾堂區 （St. Jerome's Church）
- 聖伯多祿聖保祿堂區  （SS. Peter and Paul Church）
- 贖世主堂區  （Holy Redeemer Church）
- 聖瑪竇宗徒堂區 （St. Matthew the Apostle Church）

### 新界西南總鐸區
- 聖斯德望堂區 （St. Stephen's Church）
- 聖母訪親堂區 (Visitation Parish)
- 聖多默宗徒堂區 （St. Thomas the Apostle Church）
- 聖母領報堂區 （Annunciation Church）
- 葛達二聖堂區 （SS. Cosmas and Damian Church）
- 聖若望宗徒堂區 （St. John The Apostle Church）

## 當地修院

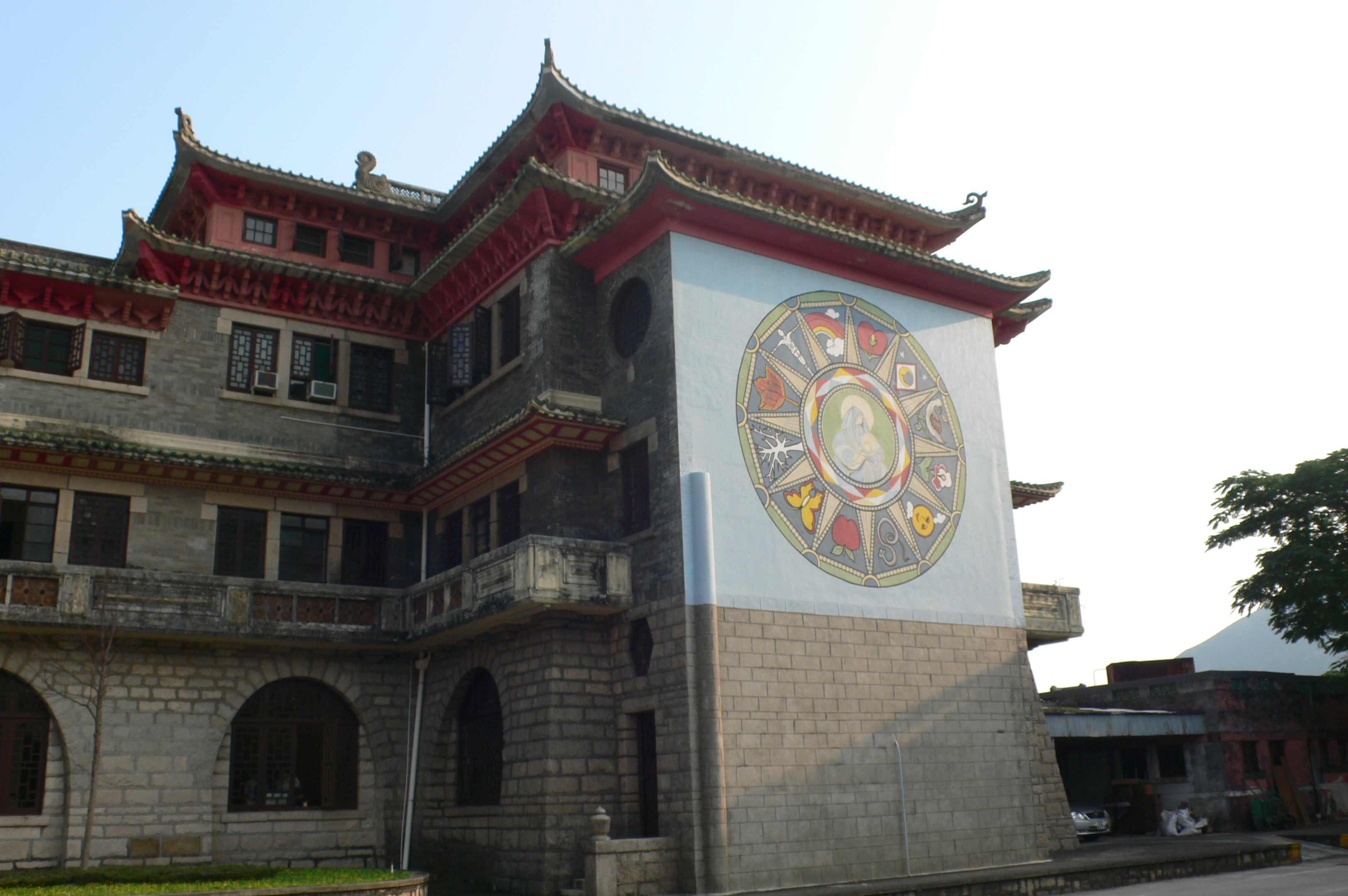
聖神修院南樓近景

### 聖神修院
聖神修院（Holy Spirit Seminary）位於香港黃竹坑惠福道6號，是香港一座富歷史的神學院，以培訓香港天主教神職人員為宗旨。聖神修院原址屬創辦於1931年的華南總修院(1931-1964)。總修院之興建是為培育華南地區神職人員，讓他們於晉鐸後，服務所屬教區。華南地區包括韶關、梧州、廣州、江門、嘉應、汕頭、汀州、廈門、福州、建寧、福寧、北海、瓊縣和香港等教區。總修院因中國政權變更，除香港外，其他華南地區再沒有派修士前來而停辦。於是羅馬教廷傳信部解散總修院，並將總修院院址移交予香港教區管理及使用。同年，香港教區利用院址開辦教區大修院，即現今之聖神修院。

### 聖母神樂院

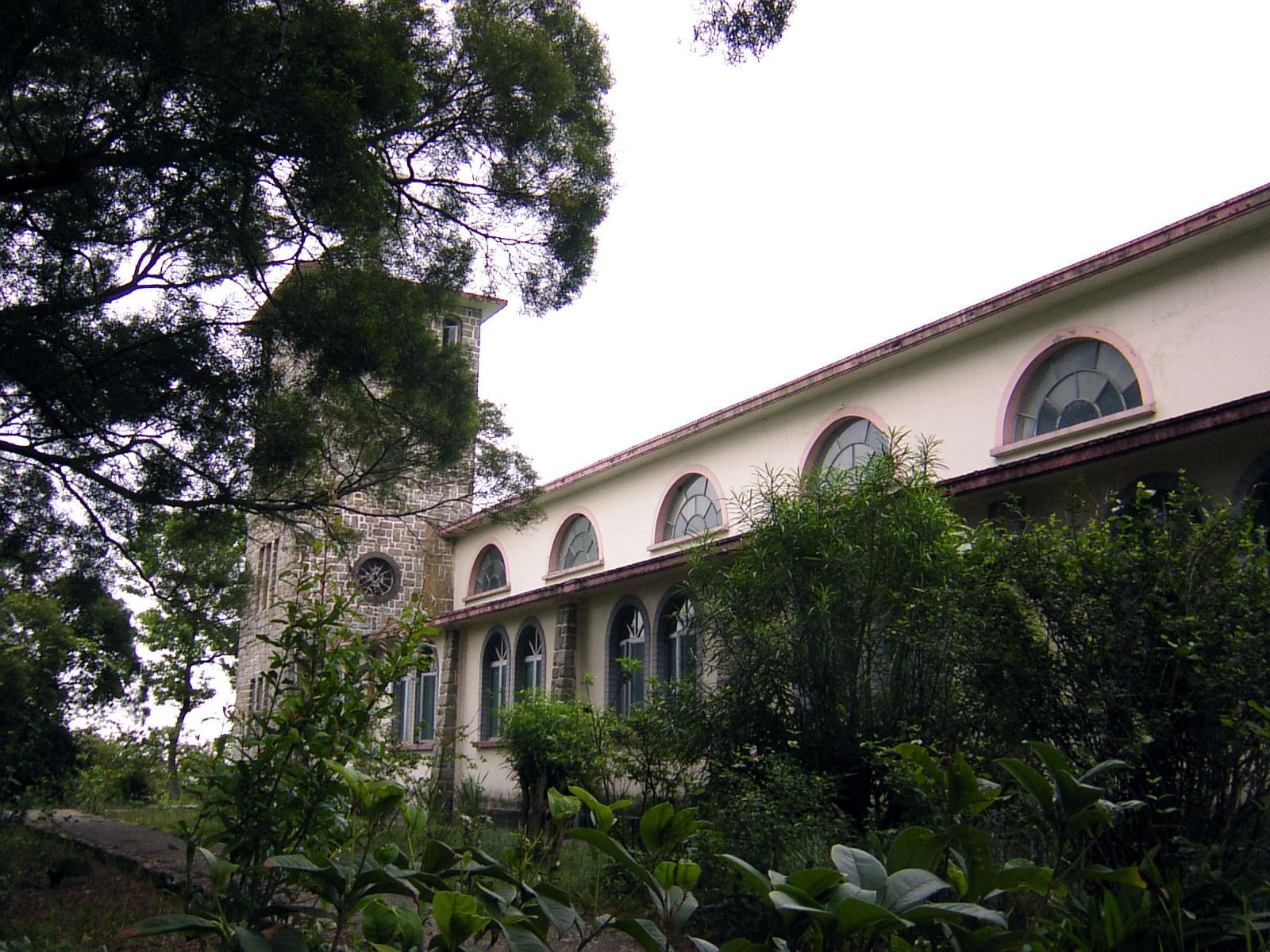
聖母神樂院

聖母神樂院（Trappist Monastery），又名熙篤會神樂院，是一所位於香港大嶼山大水坑的天主教修道院，曾以「十字牌牛奶」聞名於香港。

### 聖保祿修院
聖保祿修院（St. Paul's Convent Church）位於香港銅鑼灣銅鑼灣道1號，由法國沙爾德聖保祿女修會（Sisters of St Paul de Chartres）所建立。1848年該會在香港的服務，當時主要收容被遺棄的嬰兒，其後該會陸續將服務擴展至開辦學校及醫院。該會在1916年開始在銅鑼灣區大力擴展，在修院內先後興建了女修道院、聖保祿學校、聖保祿醫院、基督君王小堂及護士宿舍。建築群當中以基督君王小堂最具歷史價值。

## 教區委員會

### 教區教理委員會
教理中心及教理委員會共同合作，按教會有關教理講授的指示，致力革新、發展和協調香港教區內教理講授的工作，培育成人慕道班導師、主日學導師、中小學及幼稚園宗教科老師，實踐傳揚福音和培育信仰的使命。

### 教區醫院牧民委員會
教區醫院牧民委員會於1991年由天主教香港教區成立，其宗旨乃統籌各牧靈同工的服務及提升他們的服務質素，俾能藉此在社群中傳揚福音喜訊，而委員會的經費全部來自香港教區。服務對象無分種族、宗教。服務範圍主要是住院病人、病人家屬、醫院員工和宗教服務：協助病人聯絡其所屬團體或教會（如天主教病人需要聖事服務，可協助聯絡神父提供所需服務）。

### 教區青年牧民委員會
鑑於青年牧民工作對青年成長及教區發展均十分重要，天主教香港教區於一九九四年初成立專責小組，探討現今公教青年在各層面的需要。及後，香港教區分別在1995年8月和1996年5月先後成立「教區青年牧民委員會」及「教區青年中心」，以協助及推動青年牧民的事工。1998年「教區青年中心」重組為「教區青年牧民委員會辦事處」，希望更有效地推行青年牧民工作。

### 教區禮儀委員會
教區禮儀委員會乃香港教區主教所設立，直接向主教負責，並在主教的指導下，督導、統籌、促進及更新教區的禮儀生活。委員會聯同辦事處為教區內的團體提供禮儀、祈禱及靈修的資訊和培育服務；並與海內、外華語各地區信友、神長交流禮儀資訊和服務。

### 教區聖召委員會
教區聖召委員會成立於1978年，前身為聖召推行組。宗旨為天主教香港教區培育司鐸職及獻身生活的聖召種子。成立目的為協助青年認識鐸職或獻身生活，以便作出選擇﹔促進公教家庭對獻身生活的認識，從而協助子女作出自由的選擇﹔推動統籌及協調公教團體有關推行聖召的計劃及培育工作。

## 教區機構

### 公教報
《公教報》（英語：Kung Kao Po）創刊於1928年8月1日，是天主教香港教區出版的中文報紙。近年由於多篇關於政治及社會事務的社論被香港主流媒體報導，受到社會的注意。
逢星期日出版，以小報尺寸印製。內容包括香港、外地教會新聞，專欄、社論，《喜樂少年》（主要對象為青少年的副刊）等。
除了在各教堂發售外，該報亦有提供訂閱，因此亦在香港以外的華人天主教會流通。部分內容亦可在網站瀏覽，並存有最近五年的逾期新聞。自2003年10月19日起，更在該報網頁以MP3形式提供粵語聲音版本。

### 天主教教育事務處
天主教教育事務處協調全港天主教學校，並在推廣及執行天主教教育政策方面，作出統籌計劃。目前由龔廣培先生出任天主教香港教區教育事務主教代表。

### 香港公教進行社
香港公教進行社創立於1945年，為天主教香港教區首個提供多元化服務的機構。本社位處于繁盛的港島中區，每日均有數以百計的人到訪公教進行社小堂及書籍聖物部。
公教進行社轄下包括﹕聖母無玷之心小堂，公教進行社（書籍及宗教用品銷售店）、天主教期刊訂閱處、公教真理學會（出版部）。
公教進行社小堂（聖母無玷之心小堂）是一間氣氛寧靜的小聖堂，以「聖母無玷之心」為名，為中環上班一族所喜愛，於工餘或午膳時間，到小堂祈禱或靜思者，大不乏人。
公教進行社書籍聖物部為東南亞規模最大之天主教書籍及宗教用品供應中心。是港台兩大天主教出版社，「公教真理學會」及「光啟出版社」的總經銷，也經銷歐美各大出版社宗教書籍。該社常備有大量中英文宗教圖書，包括聖經、靈修、牧民、神哲學、教理、講道、輔導叢書、家庭倫理、青少年勵志圖書、兒童益智讀物及各類有關天主教信仰的書籍。同時亦供應給予聖堂，宗教團體及教友、各類宗教用品，如祭衣、聖爵、聖像、馬糟、苦路、唸珠、聖牌、聖相、宗教飾物、十字架、宗教賀卡及禮品等。
香港公教真理學會為天主教香港教區出版機構，於1934年成立，屬教區管理。服務對象主要是當地的教友，但亦兼顧中國及海外的教友宗教閱讀需要。至於非教友方面，由於在當地天主教學校就讀的學生眾多，直接，間接都會受到教會出版的文字影響。目前的工作分為下列幾大類別：
1. 週期性的刊物及宗教教科書：每年度的天主教手冊、禮儀指南、中小學宗教及倫理課本等。
2. 翻譯外文書籍：有關靈修、信仰、神學及聖經等書籍。
3. 其他宗教的中、英文著作，按需要及稿源，斟酌出版。

### 香港天主教教友總會
在梵蒂岡第二屆大公會議之前，「教友傳教」這個意識並不普遍，傳揚福音的工作，常被誤以為是神職人員、修士、修女的專利。教區內雖然早有設立各類教區及堂區善會組織，但極力倡導教友直接參與福音傳揚工作，卻是較後期的事。 1959年，教區洞悉教友參與傳教工作的重要性，故正式成立「教區教友傳教總會」，把教友組織起來，有計劃、有系統地直接參與教區傳教工作。1974年3月「傳教總會」改名為「香港天主教教友總會」。教友總會是天主教香港教區所有參加宣揚福音工作的中央機構。本會是由各堂區議會/牧民議會及教區善會代表組織而成，共有七十六個屬會，包括五十個議會及二十六個教區善會。教友總會幹事會由各屬會代表中選出，與秘書處共同推動、協調、統籌教區內有關教友培育及傳揚福音的工作。

### 聖神研究中心
聖神研究中心是香港教區屬下機構，由已故教區主教胡振中樞機宣佈設立，創立於1980年。創立目的是為協助教區對中國不同情況作出回應，以及推動本地教友聯同普世教會關心中國教會和社會。
中心是一個研究機構，主要工作包括：觀察、搜集、剪存、研討、分析有關中國的資料，並培育本地教友，而加深對中國及中國教會的認識和關懷。中心位於香港仔聖神修院新廈。擁有十多位全職工作人員及資深研究員；他們分別為教區神職、不同修會會士及教友。中心設備包括：小型圖書館、資料室、辦公室及會議室。內有超過一百多種中、英文的定期刊物、雜誌和報章，以供研究和參考之用，並給讀者提供中國教會和社會的訊息。

### 教區視聽中心
教區視聽中心是教區的視像和播音中心，中心位於教區中心，成立於1977年。中心負責協助教區製作有關宗教、文化和倫理教育的影音產品，包括DVD、CD、書籍和多種大眾傳播產品等。中心的傳播聯誼會，除了教友家庭、學校和教堂。而且還有中國、台灣、美國、澳洲和歐洲等地。近年，中心發展和推廣大眾傳播教育和培訓。

## 外部連結
- 天主教香港教區（页面存档备份，存于）